# Liste des membres de Black Sabbath
 (décembre 2018).
Si vous disposez d'ouvrages ou d'articles de référence ou si vous connaissez des sites web de qualité traitant du thème abordé ici, merci de compléter l'article en donnant les références utiles à sa vérifiabilité et en les liant à la section « Notes et références ».

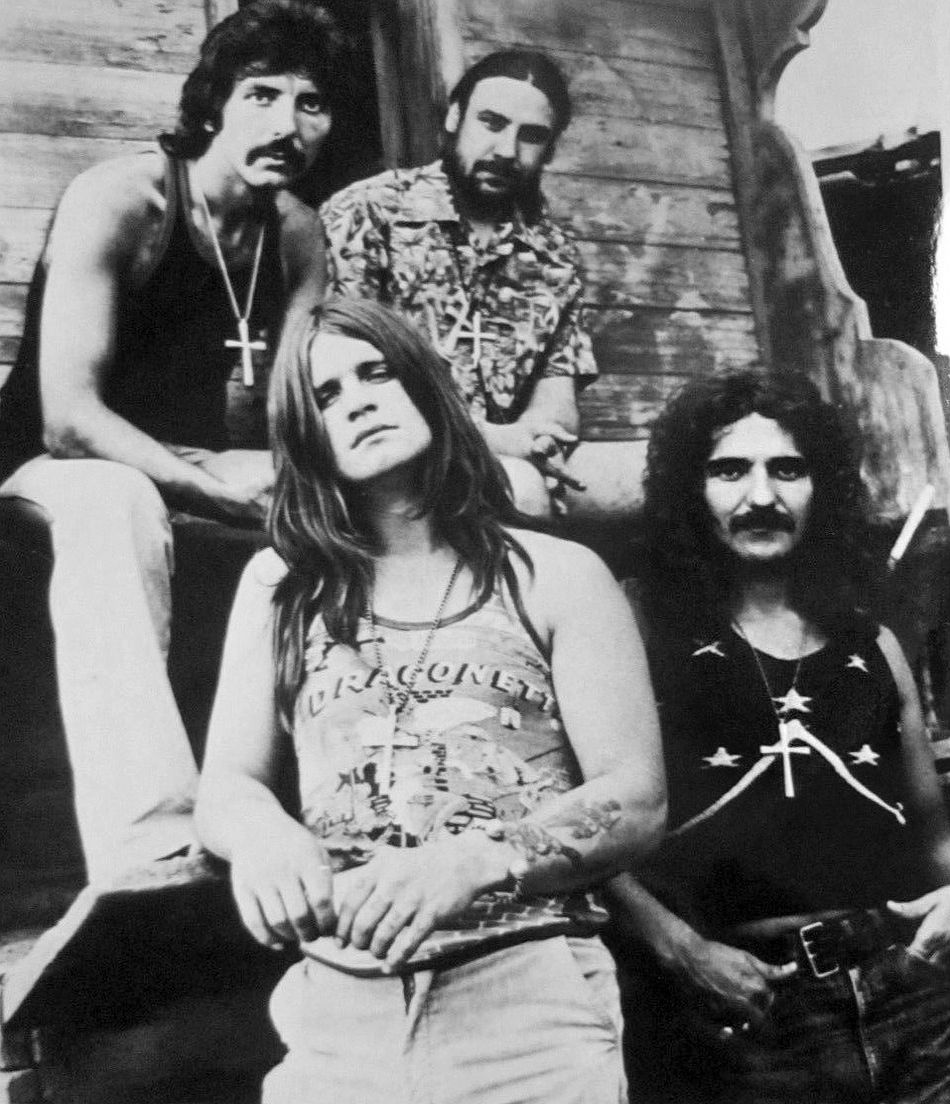
Les Black Sabbath

Le groupe de heavy metal britannique Black Sabbath a été fondé en 1969 par Ozzy Osbourne, Tony Iommi, Geezer Butler et Bill Ward. Cette formation est restée stable jusqu'au départ d'Osbourne en 1977, après quoi le groupe a connu de fréquents remplacements jusqu'à la réunion du quatuor original en 1997. Le seul membre constant de l'histoire de Black Sabbath est Tony Iommi.

## Tableau synoptique
| Période         | Membres          | Membres    | Membres       | Membres          | Membres        | Discographie | Discographie                                      |
| Période         | Chant            | Guitare    | Basse         | Batterie         | Claviers       | Studio | En concert                                        |
| --------------- | ---------------- | ---------- | ------------- | ---------------- | -------------- | --- | ------------------------------------------------- |
| 1969-1977       | Ozzy Osbourne    | Tony Iommi | Geezer Butler | Bill Ward        | —              | Black Sabbath (1970) Paranoid (1970) Master of Reality (1971) Vol. 4 (1972) Sabbath Bloody Sabbath (1973) Sabotage (1975) Technical Ecstasy (1976) | Live at Last (1980) Past Lives (en) (2005)        |
| 1977            | Dave Walker      | Tony Iommi | Geezer Butler | Bill Ward        | —              | — | —                                                 |
| 1978-1979       | Ozzy Osbourne    | Tony Iommi | Geezer Butler | Bill Ward        | —              | Never Say Die! (1978) | —                                                 |
| 1979-1980       | Ronnie James Dio | Tony Iommi | Geezer Butler | Bill Ward        | —              | Heaven and Hell (1980) | —                                                 |
| 1980-1982       | Ronnie James Dio | Tony Iommi | Geezer Butler | Vinny Appice     | —              | Mob Rules (1981) | Live Evil (1982) Live at Hammersmith Odeon (2007) |
| 1982-1983       | Ian Gillan       | Tony Iommi | Geezer Butler | Bill Ward        | —              | Born Again (1983) | —                                                 |
| 1983-1984       | Ian Gillan       | Tony Iommi | Geezer Butler | Bev Bevan        | —              | — | —                                                 |
| 1984-1985       | David Donato     | Tony Iommi | Geezer Butler | Bill Ward        | —              | — | —                                                 |
| 13 juillet 1985 | Ozzy Osbourne    | Tony Iommi | Geezer Butler | Bill Ward        | —              | — | —                                                 |
| 1985-1986       | Glenn Hughes     | Tony Iommi | Dave Spitz    | Eric Singer      | Geoff Nicholls | Seventh Star (1986) | —                                                 |
| 1986            | Ray Gillen       | Tony Iommi | Dave Spitz    | Eric Singer      | Geoff Nicholls | — | —                                                 |
| 1986            | Ray Gillen       | Tony Iommi | Bob Daisley   | Eric Singer      | Geoff Nicholls | — | —                                                 |
| 1987            | Tony Martin      | Tony Iommi | Bob Daisley   | Eric Singer      | Geoff Nicholls | The Eternal Idol (1987) | —                                                 |
| 1987            | Tony Martin      | Tony Iommi | Dave Spitz    | Bev Bevan        | Geoff Nicholls | — | —                                                 |
| 1987-1988       | Tony Martin      | Tony Iommi | Jo Burt       | Terry Chimes     | Geoff Nicholls | — | —                                                 |
| 1988-1989       | Tony Martin      | Tony Iommi | —             | Cozy Powell      | Geoff Nicholls | Headless Cross (1989) | —                                                 |
| 1989-1991       | Tony Martin      | Tony Iommi | Neil Murray   | Cozy Powell      | Geoff Nicholls | Tyr (1990) | —                                                 |
| 1991-1992       | Ronnie James Dio | Tony Iommi | Geezer Butler | Vinny Appice     | —              | Dehumanizer (1992) | —                                                 |
| 1992-1994       | Tony Martin      | Tony Iommi | Geezer Butler | Bobby Rondinelli | Geoff Nicholls | Cross Purposes (1994) | Cross Purposes Live (1995)                        |
| 1994            | Tony Martin      | Tony Iommi | Geezer Butler | Bill Ward        | Geoff Nicholls | — | —                                                 |
| 1994-1995       | Tony Martin      | Tony Iommi | Neil Murray   | Cozy Powell      | Geoff Nicholls | Forbidden (1995) | —                                                 |
| 1995-1997       | Tony Martin      | Tony Iommi | Neil Murray   | Bobby Rondinelli | Geoff Nicholls | — | —                                                 |
| 1997            | Ozzy Osbourne    | Tony Iommi | Geezer Butler | Mike Bordin      | Geoff Nicholls | — | —                                                 |
| 1997-2012       | Ozzy Osbourne    | Tony Iommi | Geezer Butler | Bill Ward        | —              | — | Reunion (1998)                                    |
| 2012-2017 (fin) | Ozzy Osbourne    | Tony Iommi | Geezer Butler | Tommy Clufetos   | —              | 13 (2013) | Live... Gathered in Their Masses (2013)           |

## Membres, invités et musiciens de studio

### Chant
- Ozzy Osbourne (1969-1977, 1978-1979, 1985, depuis 1997)
- Dave Walker (1977-1978)
- Ronnie James Dio (1979-1982, 1991-1992)
- Ian Gillan (1982-1984)
- David Donato (1984-1985)
- Glenn Hughes (1985-1986)
- Ray Gillen (1986-1987)
- Tony Martin (1987-1991, 1992-1997)

#### Invités
- Rob Halford en concert (1992, 2004)
- Ice-T sur l'album Forbidden (1995)

### Guitare
- Tony Iommi (depuis 1969)

#### Invités
- Brian May sur l'album Headless Cross (1989)

### Basse
- Geezer Butler (1969-1985, 1991-1994, depuis 1997)
- Dave Spitz (1985-1986, 1987)
- Bob Daisley (1986)
- Jo Burt (1987-1988)
- Neil Murray (1989-1991, 1994-1997)

#### Musiciens de studio
- Gordon Copley sur l'album Seventh Star (1986)
- Laurence Cottle sur l'album Headless Cross (1989)

### Batterie
- Bill Ward (1969-1980, 1982-1983, 1984-1985, 1994, 1997-2012)
- Vinny Appice (1980-1982, 1991-1992, invité en 1998)
- Bev Bevan (1983-1984, 1987)
- Eric Singer (1985-1986)
- Terry Chimes (1987-1988)
- Cozy Powell (1988-1991, 1994-1995)
- Bobby Rondinelli (1992-1994, 1995-1997)
- Mike Bordin (1997)

#### Musiciens de studio
- Shannon Larkin en concert (1997)
- Brad Wilk sur l'album 13 (2013)
- Tommy Clufetos en concert (depuis 2012)

### Claviers
- Geoff Nicholls (1979-1997, invité de 1979 à 1986 et en 1991-1992)

#### Musiciens de studio
- Rick Wakeman sur l'album Sabbath Bloody Sabbath (1973)
- Gerald « Jezz » Woodruffe sur les albums Sabotage (1975) et Technical Ecstasy (1976)
- Don Airey sur l'album Never Say Die! (1978)